# Renell-Insel-Waran
Der Renell-Insel-Waran (Varanus juxtindicus) (eng. „Rennell Island monitor“ oder „Hakoi Monitor“) ist eine Art der Warane aus der Untergattung Euprepiosaurus. Die Art lebt ausschließlich auf der westpazifischen Insel Rennell. Die Erstbeschreibung erfolgte 2002 durch den deutschen Zoologen und Herpetologen Böhme, Philipp & Ziegler.

## Beschreibung
Der Renell-Insel-Waran kann von der Schnauze bis zur Schwanzspitze eine Länge von 150 cm erreichen. Mit dieser stattlichen Größe zählt er zu den größeren Waranen. Die Grundfarbe der Oberseite eines ausgewachsenen Männchens ist dunkel Braun, mit kleinen gelben Punkten gesprenkelt. Diese Punkte erreichen maximal eine Größe von einer Schuppe. Das Muster und die Färbung der Rückseite ähnelt sehr dem Pazifikwaran (Varanus indicus). Der Renell-Insel-Waran unterscheidet sich jedoch von den anderen Arten der Untergattung Euprepiosaurus durch das Fehlen der blauen Färbung am Schwanz. Sein Schwanz ist auch nicht mit Streifen versehen, doch er hat sichtbare Streifen auf den beiden Seiten des Kopfes. Der Kehle von V. juxtindicus fehlt ein jegliches Muster. Die Zunge des Renell-Insel-Warans enthält nur Pigmente an der Spitze und ist ansonsten sehr hell. Das erste Drittel seines Schwanzes ist im Querschnitt rund und enthält keinen Kiel auf den Schuppen.

## Verbreitung
Diese Art ist endemisch auf Rennell, eine der kleineren Atoll-Inseln der Salomonen. Man findet ihn vor allem in der Nähe der kleinen Stadt Niupani 11° 44′ S, 160° 26′ O und dem Tegano See. McCoy (1980) beschreibt ein ähnliches Tier von Malau Olu, östlich von Makira, der östlichsten Insel der Salomonen. Die Identität der Neuentdeckung wurde noch nicht untersucht. Es könnte sich hierbei um eine Unterart von Varanus juxtindicus handeln.